# オウム真理教男性信者リンチ殺人事件
男性信者リンチ殺人事件（だんせいしんじゃリンチさつじんじけん）とは、1994年7月10日に発生した殺人事件であり、オウム真理教による一連の事件の1つ。

## 概要
1994年7月8日、山梨県上九一色村の第6サティアンの浴槽において信者が火傷のうえ意識不明になる事故が発生した。水からは土谷正実の調査でイペリットが検出された（イペリットはオウム真理教が製造していた化学兵器の一つである）。
すると村井秀夫はスパイの仕業であり、タンクローリーの担当者の中にスパイがいる可能性があるなどと言い出した。麻原彰晃は「教団が毒ガス攻撃を受けている」という嘘を喧伝するため、緊急告知を掲示するとともに、林郁夫らによる薬物を使ったナルコチェックが行われ、信者がスパイかどうか調べられた。危機感を煽るためにイペリット漏れを自作自演したという説もある。
ナルコチェックは完璧なものではないが、その結果タンクローリーで教団施設に水を運搬していた男性信者が疑われ、麻原の命令を受けた自治省メンバーの新実智光、杉本繁郎、中村昇、他1名らが尋問を行うこととなった。男性信者は「体力テスト」の名目で第二サティアンに連れ込まれた。新実は拷問の前に体力を落としておくため、ヒンズースクワットを300回行わせた。
その後、「バルドーの悟りのイニシエーション（疑似裁判で懺悔をするもの）」をやるからといって、男性信者を椅子に拘束した。すると新実は突然「イペリットを入れたのはお前だろう」と脅迫、彼と杉本は男性信者の背中を竹刀で叩き、さらに杉本が足の指先すべてにまち針を刺し、新実がさらに押し込んだ。これでも自白を得られなかったため、今度はガスバーナーで熱した火かき棒を背中に押し付けた。中村は「早く言えば楽になるよ」と誘導した。被害者は「ミラレパ正悟師（新実）は人の心が読めるはず…」と身の潔白を訴え続けたが、意識を失った。
麻原は第2サティアンのマイクロウェーブ焼却装置での殺害を指示し、新実も杉本らに「自白をしようがしまいが、どちらにしろポアだ」と麻原の指示を伝えた。しかし、マイクロウェーブ焼却装置による殺害には抵抗があったようで、杉本によって絞殺された。新実がマイクロウェーブを使わなかったことを報告すると、村井は「せっかくの機会を失った」と残念がったという。遺体は指示通りマイクロウェーブで焼却され、残った骨は硝酸で溶解され川に捨てられた。男性信者は教団から脱退したことにされた。